# Ostry Róg
Ostry Róg (deutsch Scharfenort) ist ein Ort in der polnischen Woiwodschaft Ermland-Masuren. Er gehört zur Gmina Kętrzyn (Landgemeinde Rastenburg) im Powiat Kętrzyński (Kreis Rastenburg).

## Geographische Lage
Ostry Róg liegt in der nördlichen Mitte der Woiwodschaft Ermland-Masuren, sieben Kilometer nördlich der Kreisstadt Kętrzyn (deutsch Rastenburg).

## Geschichte
Der vor 1785 noch Scharfenorth geschriebene Gutsort wurde 1377 gegründet. Bis 1945 war er ein Wohnplatz in der Gemeinde Podlacken (polnisch Podławki).
Wurde Scharfenorth 1785 noch als adliges Vorwerk mit fünf Feuerstellen  genannt, waren es 1820 vier Feuerstellen bei 40 Einwohnern. 44 Einwohner zählte Scharfenort im Jahre 1885, 47 waren es im Jahre 1905.
Als 1945 in Kriegsfolge das gesamte südliche Ostpreußen an Polen überstellt wurde, bekam Scharfenort die polnische Namensform „Ostry Róg“. Heute ist der Ort Teil der Landgemeinde Kętrzyn (Rastenburg) im Powiat Kętrzyński (Kreis Rastenburg), von 1975 bis 1998 der Woiwodschaft Olsztyn, seither der Woiwodschaft Ermland-Masuren zugehörig.

## Kirche
Bis 1945 war Scharfenort in die evangelische Kirche Lamgarben (polnisch Garbno) in der Kirchenprovinz Ostpreußen der Kirche der Altpreußischen Union, außerdem in die römisch-katholische Kirche St. Katharinen Rastenburg (polnisch Kętrzyn) im Bistum Ermland eingepfarrt.
Heute gehört Ostry Róg katholischerseits zur Pfarrei Garbno (Lamgarben) im Erzbistum Ermland, evangelischerseits zur Johanneskirche Kętrzyn in der Diözese Masuren der Evangelisch-Augsburgischen Kirche in Polen.

## Verkehr
Nach Ostry Róg führt von Podławki (Podlacken) aus eine Nebenstraße. Eine Anbindung an den Bahnverkehr besteht nicht.